# Molly Moons fantastiska bok om hypnos
Molly Moons fantastiska bok om hypnos (originaltitel Molly Moon's incredible book of hypnotism) är den första delen i Georgia Byngs barn- och ungdombokserie. Den kom ut 2002 och gavs ut i svensk översättning samma år.
I denna fantasybok får man följa den unga hypnosmästaren Molly Moons äventyr.

## Handling
Molly Moon bor på barnhemmet Hardwick House. Nästan alla på barnhemmet är elaka mot henne, speciellt föreståndarinnan Miss Adderstone och ett av de äldsta barnen, Hazel. Molly avskyr barnhemmet och tillbringar varenda stund hon kommer åt att sitta i ett litet skrymsle på biblioteket. En dag när Molly är där hittar hon en bok som heter Hypnos - en urgammal konst. Med hjälp av den lär hon sig hypnotisera. Men en dag så blir hennes bästa vän Rocky Scarlet adopterad och Molly bestämmer sig för att leta efter honom. Med hjälp av sin förmåga att hypnotisera och sitt nya husdjur och vän - mopsen Petula, ger hon sig av mot New York för att hitta sin vän. Men vad hon inte vet är att hon är förföljd av den ondskefulla professor Nockman.